# Kurier Krakowski
„Kurier Krakowski ”– dziennik wydawany w Krakowie w latach 1887–1889 przez Kazimierza Bartoszewicza. 

## Historia
Pismo od 3 stycznia 1887 ukazywało się jako dziennik. Od numeru 215 z 1888 roku zmieniło częstotliwość i było wydawane raz w tygodniu. W 1887 roku ukazywał się „Dodatek do Wystawy Krajowej”.
Pismo koncentrowało się na sprawach lokalnych, publikowało kronikę wydarzeń politycznych, omówienia wydarzeń kulturalnych, a także recenzje książek i przedstawień teatralnych.